# Ante Pavelić
Ante Pavelić  {{{2}}} (?·pàg.) (Bradina, Konjic, Bòsnia i Hercegovina, Imperi austrohongarès, 14 de juliol de 1889 - Madrid, Espanya, 28 de desembre de 1959) fou un polític ultranacionalista croat nascut el 14 de juliol de 1889 a Bradina (actual Bòsnia i Hercegovina). Fundador del moviment nacionalista d'extrema dreta Ústaixa, fou nomenat líder (Poglavnik) de l'Estat independent de Croàcia el 1941, i va governar fins al 1945. Durant el seu govern es va reprimir als comunistes i es van fer campanyes d'extermini contra jueus, gitanos i serbis.

## Primers anys
Ante Pavelić va néixer a la petita vila de Bradina als vessants d'Iván muntanya al nord de Konjic, i uns 15 quilòmetres al sud-oest de Hadžici, aleshores part de l'Imperi Austrohongarès. Els seus pares s'havien traslladat al condomini bosni d'Austria-Hongria des de la regió de Lika, al sud del Regne de Croàcia-Eslavònia (també una subdivisió imperial). Allà va viure a la petita ciutat de Krivi Posi, a la part central de la plana de Velebit. A la recerca de treball, la seva família es va mudar a un poble fora de Jajce. Com adult, Ante Pavelić va decidir traslladar-se a Zagreb per estudiar dret. Políticament radical des de la seva joventut, Pavelić es va convertir en un membre de l'organització Frankovci, fundada per Josip Frank, pare de Slavko Kvaternik, un oficial de l'exèrcit austrohongarès.
El 1919, Pavelić fou secretari interí del Partit dels Drets. El 1921 va ser detingut, juntament amb altres membres del partit, però va ser posat en llibertat. Pavelić va defensar els seus companys de partit en el judici, però va perdre. Es va casar amb Maria Lovrenčević el 12 d'agost de 1922 a l'església de Sant Marc a Zagreb.
El caràcter conflictiu de Pavelić es va fer cada vegada més evident en els anys immediatament posteriors a la Primera Guerra Mundial, quan es va veure embolicat en una successió de conflictes amb el Partit Centralista i el Partit Camperol Croat de Stjepan Radic. Pavelić era l'únic representant del seu partit a la Skupstina(Parlament), però rarament assistia a les sessions.

## Dècades del 1920 i 1930
A la dècada de 1920, Pavelić va establir contactes amb els croats d'emigrats a Viena i Budapest. També es vinculà amb l'Organització Interna Revolucionària de Macedonia, i el 1927 va defensar alguns dels seus militants acusats a Skopje per delictes de terrorisme. A través dels seus contactes de Viena, Pavelić va mantenir contactes amb el govern italià, però va tenir menys èxit en l'intent d'establir vincles similars a Hongria, on les autoritats de Budapest desconfiaven de posar en perill les relacions amb altres països.
El 1927, Pavelić va ser elegit a l'Assemblea Nacional, havent servit prèviament en el consell municipal de Zagreb. Pavelić fou elegit en la llista del Bloc de Croàcia, junt amb Ante Trumbić. Pavelić va ocupar el càrrec de secretari del Partit dels Drets fins al 1929, en iniciar-se el govern del Regne de Iugoslàvia. Poc després de la proclamació de la constitució del govern d'Alexandre I el gener de 1929, Pavelić va fugir a l'estranger, i en la clandestinitat fundà el moviment Ústaixa. En la seva absència, fou condemnat a mort per la seva participació en les manifestacions antisèrbies que macedonis i búlgars havien realitzat a Sofia.
El govern feixista de Mussolini donà refugi a Pavelić i els seus ustaixes, que veia com un instrument de la seva política d'expansió cap als balcans, Pavelic prometé a Mussolini concessions territorials a Itàlia a Dalmàcia i Bòsnia i Hercegovina a canvi del seu suport. Establí també relacions amb Hongria a canvi de concessions territorials.
El 1934 organitzà l'assassinat del rei rei Alexandre I de Iugoslàvia quan aquest es trobava a Marsella. Per aquests fets fou condemnat a mort en absència per les autoritats franceses. El govern italià el tancà breument a la presó, a Torí, fins al 1936, en què es traslladà a Salern. El 1937 fou internat novament amb motiu d'una acord bilateral de Iugoslàvia i d'Itàlia, aquest cop a Siena.

## Creació de l'Estat independent de Croàcia
Mussolini va tornar a reactivar als ustaixes, reunint-se amb Pavelić al gener i maig de 1940. L'oposició alemanya als plans italians d'expansió a Iugoslàvia van frustrar la reorganització dels ustaixes fins a abril de 1941. Després de la decisió alemanya d'atacar Iugoslàvia després del cop d'Estat del 27 de març de 1941, Pavelić va tornar a reunir-se amb Mussolini i confirmà la seva disposició a cedir part de Dalmàcia a Itàlia a canvi del seu suport per prendre el poder a una Croàcia independent.
El 6 d'abril de 1941, forces de la Wehrmacht i altres països aliats van envair Iugoslàvia. Pavelic va tornar juntament amb uns tres-cents partidaris al costat de les tropes italianes que envaïen el país, creuant la frontera des de Trieste. La seva única aportació destacada a la campanya de l'Eix va ser la rendició de dos regiments iugoslaus (uns 8000 homes) que van lliurar les armes sense combatre.
El 10 d'abril es proclamava l'Estat independent de Croàcia, presidit per Pavelic, estat titella governat de facto per l'Alemanya nazi i la Itàlia feixista, països dels quals copiava les seves institucions. Pavelic fou l'home escollit per dirigir-lo en rebutjar Vladko Madcek, president del partit Camperol Croat, dirigir un estat titella de l'Eix. Amb l'arribada al poder el moviment Ustaixa cresqué ràpidament d'uns 2.000 membres a més de 100.000.
Pavelić s'anomenà poglavnik, cabdill nacional, i fomentà el culte a la personalitat, imposant entre altres mesures inspirades ens els règims feixistes alemany i italià, un jurament de fidelitat a la seva figura a tots els funcionaris.

## De 1940 a 1945
El seu règim perseguí jueus, gitanos i serbis, i a tota l'oposició croata, especialment els comunistes. Promulgà lleis antisemites i obrí camps de concentració com el camp d'extermini de Jasenovac on foren assassinades milers de persones. L'Estat Independent de Croàcia com a estat titella de l'Eix, combaté al seu costat durant la segona guerra mundial, enfrontant-se sobretot als partisans iugoslaus de Josip Broz Tito i als nacionalistes serbis Txètniks de Draža Mihailović.
El maig de 1941 Pavelic signava amb Mussolini l'acord de Roma, pel qual Croàcia cedia Dalmàcia, part de les regions de Primorje i Gorski-Kotar a Itàlia, habitades per població majoritàriament croata però desitjades per Mussolini. Aquest fet, junt amb la presència massiva de tropes alemanyes i italianes al país, a més de la situació econòmica incrementaren la seva impopularitat.
La tardor de 1943, la rendició italiana als aliats permeté recuperar territoris cedits, però augmentà la presència alemanya i la dependència croata vers el règim nazi. Alemanya controlà encara més directament l'exèrcit i l'economia.
L'estiu de 1944 Pavelic, amb ajut dels alemanys, evità un intent de cop d'alguns dels seus ministres. L'Estat Independent de Croàcia, amb el suport d'una creixent violència Ústaixa i dels bisbes catòlics, romangué fidel a l'eix fins a la derrota final. El 9 de maig de 1945, l'Exèrcit Roig i els partisans alliberaren Zagreb. Pavelic fugia el 6 de maig, com altres càrrecs del seu règim, protegit per la jerarquia catòlica.

## Postguerra

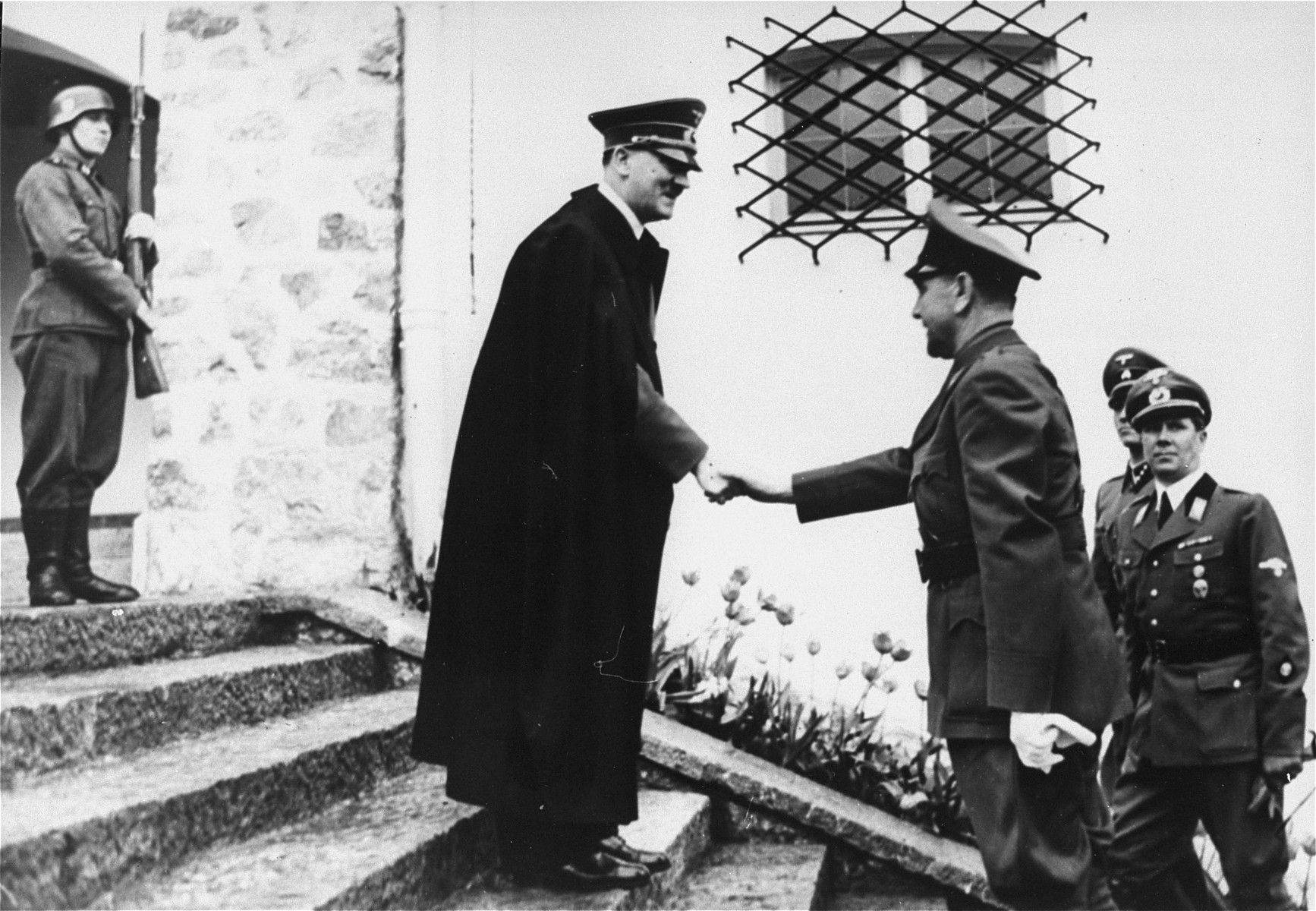
Hitler i Pavelić el 9 de juny de 1941.

Al maig de 1945 va fugir via Bleiburg a Àustria, on romandria alguns mesos abans de fugir a Roma, on la ratline vaticana de Krunoslav Draganović el va ocultar a pesar de la seva condició de criminal de guerra, com proven documents desclassificats de la intel·ligència dels Estats Units. La seva estada a Roma era sabuda pels serveis secrets nord-americans, però no estaven pel que sembla interessats en la detenció de cap anticomunista a causa de la creixent tensió amb el bloc soviètic.
Sis mesos més tard, va fugir a l'Argentina. Allí, va fer de conseller de seguretat de Perón. Perón va donar més de 34.000 visats a croats que van fugir del govern comunista iugoslau de Tito. A l'abril de 1957, va patir un intent d'assassinat pel txètnik serbi Blagoje Jokovic.
Pavelic va ser forçat posteriorment a fugir de l'Argentina per a evitar la detenció i l'extradició, i va trobar refugi a l'Espanya de Franco, que acollia a molts d'altres exiliats feixistes i nazis de diferents països. Va morir a Madrid el 28 de desembre de 1959.